# Difluorur de criptó
El difluorur de criptó és un compost químic de criptó i fluor, la qual fórmula és {\displaystyle {\ce {KrF2}}}. Fou el primer compost de criptó que fou sintetitzat. És un sòlid volàtil i blanc, inestable a temperatura ambient. L'estructura de la molècula és lineal {\displaystyle {\ce {F-Kr-F}}}, amb distàncies d'enllaç {\displaystyle {\ce {Kr-F}}} de 188,9 pm. Reacciona amb àcids de Lewis fort per formar sals dels cations {\displaystyle {\ce {KrF+}}} i {\displaystyle {\ce {Kr2F^{3+}}}}.

## Síntesi
L'any 1963 D.R. Mackenzie sintetitzà per primer cop difluorur de criptó irradiant amb electrons una cambra que contenia criptó i fluor a –150 °C. El difluorur de criptó pot ser sintetitzat utilitzant varis mètodes diferents incloent-hi cabal elèctric, fotoquímica, cable calent, bombardeig de protons i irradiant criptó amb rajos ultraviolats en una atmosfera de fluor-argó a -265 graus. El producte pot ser emmagatzemat a −78 °C sense descomposició.

## Estructura

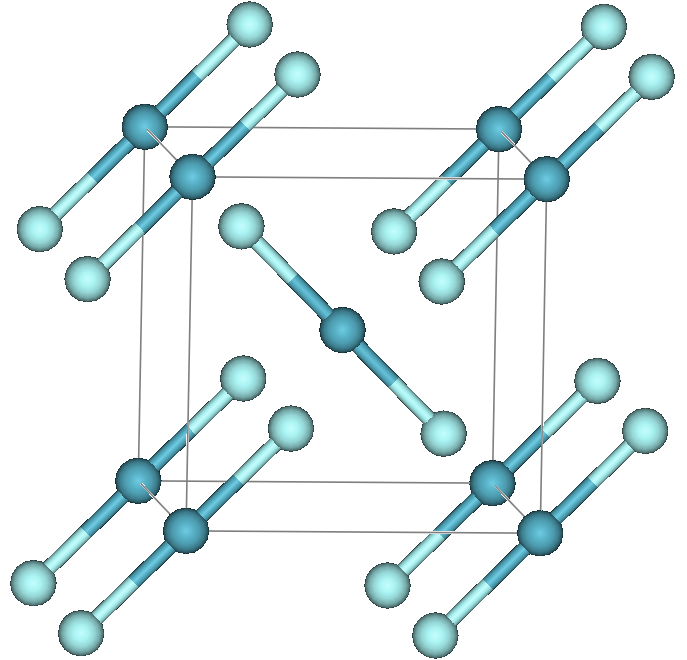
β-KrF₂

El diflorur de criptó pot tenir dues formes cristal·logràfiques: α i β. La forma {\displaystyle {\ce {\beta-KrF2}}} generalment existeix per damunt de −80 °C, mentre que la forma {\displaystyle {\ce {\alpha-KrF2}}} és més estable a temperatures més baixes. La cèl·lula d'unitat de {\displaystyle {\ce {\alpha-KrF2}}} és tetragonal centrat al cos.

## Química
El diflorur de criptó és principalment un potent oxidant i un agent fluorant: per exemple, pot oxidar l'or al seu estat d'oxidació més alt conegut, +5. És més potent fins i tot que el fluor elemental a causa de la disminució de la distància d'enllaç (F-F a Kr-F) amb potencial de reducció de 3,5 V, fent-lo l'agent oxidant més conegut, encara que el tetrafluorur de criptó {\displaystyle {\ce {KrF4}}} podria ser fins i tot més fort:
{\displaystyle {\ce {7 KrF2(g) + 2Au(s) -> 2 KrF+AuF6^{-}(s) + 5 Kr(g)}}}
El {\displaystyle {\ce {KrF+AuF6^{-}}}} descompon a 60 °C a fluorur d'or(V), criptó i gasos de fluor:{\displaystyle {\ce {KrF+AuF6^- -> AuF5(s) + Kr(g) + F2(g)}}}
El difluorur de criptó també pot oxidar directament el xenó a hexafluorur de xenó:
{\displaystyle {\ce {3 KrF2 + Xe -> XeF6 + 3 Kr}}}
{\displaystyle {\ce {KrF2}}} es emprat per sintetitzar el catió altament reactiu {\displaystyle {\ce {BF^{6+}}}}. Reacciona amb el pentafluorur d'antimoni {\displaystyle {\ce {SbF5}}} per formar la sal {\displaystyle {\ce {KrF+AuF6^{-}}}}; el catió {\displaystyle {\ce {KrF+}}} és capaç d'oxidar el {\displaystyle {\ce {BrF5}}}a {\displaystyle {\ce {BrF^{6+}}}} i el {\displaystyle {\ce {ClF5}}} a {\displaystyle {\ce {ClF^{6+}}}}. El diòxid de criptó és capaç d'oxidar l'argent al seu estat d'oxidació +3, reaccionant amb argent elemental o amb fluorur d'argent {\displaystyle {\ce {AgF}}} per produir trifluorur d'argent {\displaystyle {\ce {AgF3}}}.